# Albert Aftalion
Albert Aftalion, född 21 oktober 1874, död 6 december 1956, var en fransk nationalekonom.
Aftalion var professor i statistik vid Paris universitet. I sitt mest kända arbete, Les crises périodiques de surproduction (2 band, 1913), utvecklade han en konjunkturteori baserad på den så kallade "accelerationsprincipen". Enligt denna teori kan måttliga växlingar i produktionen leda till kraftiga växlingar i realkapitalproduktionen, som vid kriserna möjliggör en allmän överproduktion av konsumtionsvaror, vilket leder till ett allmänt fall i varornas gränsnytta. Bland hans övriga arbeten märks Les fondements du socialisme (1923) och Monniae, prix et change (1927).